# هاريسفيل (نيوهامشير)
هاريسفيل (بالإنجليزية: Harrisville, New Hampshire)‏ هي بلدة أمريكية تقع في الولايات المتحدة في Cheshire County. يقدر عدد سكانها بـ 961 نسمة ومساحتها 52.2 كم2 وترتفع عن سطح البحر 407 متر.

## معرض صور

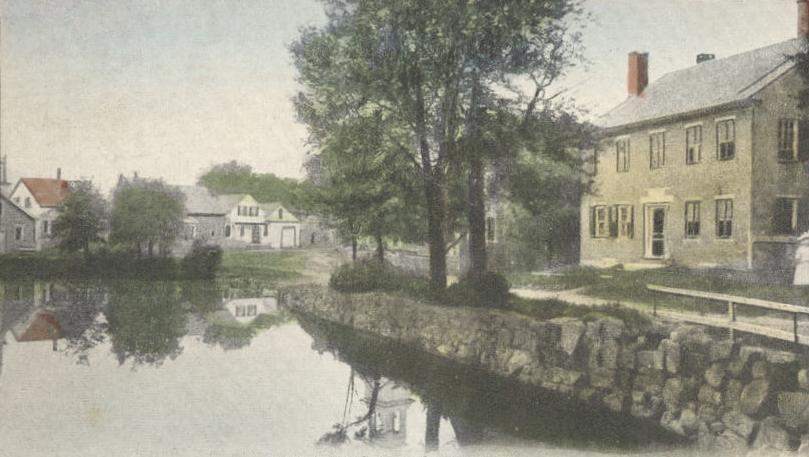
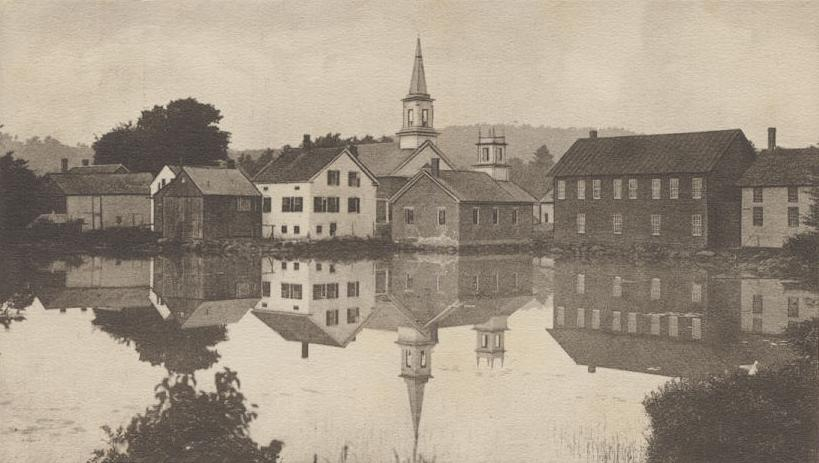
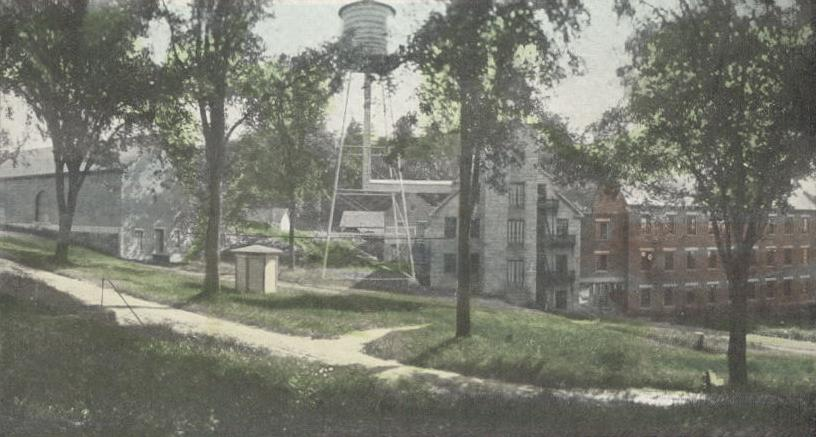